# Arancia meccanica (romanzo)
Arancia meccanica (A Clockwork Orange), è un romanzo fantapolitico di Anthony Burgess del 1962. Riadattato per il grande schermo, Stanley Kubrick ne trasse la celeberrima versione cinematografica Arancia meccanica, distribuita negli Stati Uniti nel 1971 e nel resto del mondo nel 1972. Prima ancora del film di Kubrick, il romanzo ha goduto di un ulteriore adattamento intitolato Vinyl, diretto nel 1965 da Andy Warhol, ma ispirato molto più liberamente al libro rispetto alla successiva versione, e, inoltre, nei decenni successivi furono prodotti numerosi spettacoli di teatro ispirati al libro.
Il romanzo venne tradotto in italiano nel 1969 col titolo Un'arancia a orologeria; dal 1996 è pubblicato col titolo del film, ripreso anche in occasione della nuova traduzione uscita nel 2022.

## Storia editoriale

### Titolo
Secondo Burgess, l'espressione Clockwork Orange era tipica dello slang cockney (il dialetto dei londinesi): «sballato come un'arancia meccanica» (oppure «a orologeria», altra traduzione possibile). L'autore pensava che l'espressione potesse essere erroneamente utilizzata per riferirsi a una persona che reagisce meccanicamente (in malese orang significa persona). In una lettera scritta al Los Angeles Times, Burgess affermò che il titolo e il tema dell'opera prendevano spunto da un grave episodio in cui fu coinvolto lo scrittore, allora residente a Giava. La sua compagna fu pestata e violentata da un gruppo di soldati americani ubriachi.
L'autore commentò come l'uomo (urang in Giavanese - v. orango) sia un animale azionato da meccanismi ad orologeria. Da ciò l'associazione fonetica tra la bestia ed il frutto (orange). È possibile, tuttavia, che Burgess avesse inventato la frase come gioco di parole sull'espressione «un'opera di nettare e momento». Più avanti (1986), nel suo saggio A Clockwork Orange Resucked, Burgess chiarì che una creatura che può solo fare il bene o il male è una «clockwork orange» - con ciò intendendo che ha l'apparenza di un organismo amabile caratterizzato da colore e succo, ma in effetti è solo un giocattolo a molla pronto a essere caricato da «Dio, dal Diavolo o dallo Stato onnipotente», e a far scattare la propria violenza, appunto, come un congegno a orologeria.
Nel saggio Clockwork Oranges, Burgess afferma che "il titolo sarebbe adatto ad un racconto sull'applicazione delle leggi di Ivan Pavlov, ovvero meccaniche, ad un organismo che, come un frutto, era capace di esprimere colore e dolcezza". Questo titolo allude alle reazioni del protagonista, il cui libero arbitrio viene 'congelato', in seguito alle sue malefatte, dalla cura Ludovico.
Quale che sia la corretta interpretazione del singolare titolo, è certo che nel romanzo - a differenza che nel film - viene espressamente precisato più volte come A Clockwork Orange fosse il titolo del testo a cui stava lavorando lo scrittore vittima della visita a sorpresa che costituirà uno degli episodi salienti del ciclo "eroico" del protagonista Alex.
In Italia, venne pubblicato per la prima volta nel 1969 da Einaudi come Un'arancia ad orologeria; il titolo venne cambiato in Arancia meccanica nell'edizione del 1996 ritenendo, come lo stesso Burgess sosteneva, che romanzo e film rappresentando un caso emblematico di complementarità tra diversi linguaggi artistici dovessero avere lo stesso titolo.

### Narrazione
È il protagonista medesimo, in prima persona, a narrare la propria storia, fornendone un'apparente prospettiva assimilabile ad una fonte erronea e inaffidabile. Alex non tenta mai di avanzare giustificazioni per le proprie azioni, trasmettendo un'istintiva idea della propria (supposta) buona fede. Un narratore tanto "improbabile", dovrebbe evocare nel lettore un senso di pietà per il ciclo infinito di sofferenze, che egli descrive come fossero "ingiuste" disgrazie che lo colpiscono. La sua tecnica è efficace in quanto riferisce in modo facile situazioni che facili certo non sono. Stilisticamente, egli mescola parole del linguaggio comune a termini del Nadsat, un gergo delle generazioni giovanili.

### Finali alternativi
Il finale del romanzo - nella versione inglese e nella traduzione italiana - contiene un capitolo conclusivo edificante, a differenza del volume che venne distribuito negli Stati Uniti.
(Stanley Kubrick)
Esistono diverse teorie riguardanti l'ultimo capitolo e la sua omissione; alcuni asseriscono che i responsabili statunitensi scelsero di escluderlo perché "noioso". Altre fonti invece riferiscono che l'ultimo capitolo fu giustapposto dall'autore in epoca successiva per evitare complicazioni con la censura nei diversi paesi di pubblicazione.

### Seguito
Nel 2019 viene scoperto un libro inedito, sempre a opera di Burgess, seguito della storia di Arancia Meccanica e analisi filosofica sul successo e sugli scandali dietro all'adattamento cinematografico di Kubrick.

## Trama
Ambientato in un futuro distopico, il romanzo si apre con la presentazione del protagonista Alex, che, con i membri della sua banda (Pete, Georgie e Bamba), vagabonda per le strade di notte, compiendo rapine e atti di violenza per puro divertimento.
Alex è intelligente e sa esprimersi in modo appropriato, ama la musica classica (soprattutto Ludwig van Beethoven) ed è più colto della media dei quindicenni. Si diletta però nel delinquere e nel commettere atti di violenza sessuale, offrendo una descrizione sconcertante per la sua apparente "innocenza".
Dopo svariate malefatte (tra cui lo stupro della moglie di un tale scrittore F. Alexander) e l'arresto a seguito dell'omicidio di una vecchia signora, Alex riporta una condanna a 14 anni di reclusione per omicidio.
Il carcere non cambia di certo la natura di Alex, il quale punta sulla buona condotta per tentare di migliorare la sua situazione (e magari farsi ridurre la pena); a tal proposito frequenta la biblioteca del carcere e si ingrazia il cappellano. La situazione però precipita quando arriva un compagno di cella piuttosto violento e con una spiccata tendenza allo stupro. Una tentata violenza sessuale ai danni di Alex si trasforma ben presto in una cruenta rissa che culmina con la morte dell'ultimo arrivato. Incolpato dell'omicidio dai presenti, Alex capisce di dover dire addio allo sconto di pena. Viene tuttavia a conoscenza di un trattamento sperimentale (la cura Ludovico) per la "redenzione" dei malfattori abituali "per tendenza innata".
Sebbene il cappellano e il direttore del carcere siano contrari a questo metodo, la situazione politica viene incontro ad Alex che riesce ad ottenere l'appoggio di un politico senza scrupoli per proporsi quale cavia per il trattamento, allettato dalla promessa di acquisire, a seguito della "cura", la libertà personale perduta a causa della condanna.

### La cura Ludovico
(Opinione del seminarista riguardo alla Tecnica Ludovico)
Si tratta di una forma di terapia dell'avversione, in cui al paziente (Alex) è somministrato un farmaco che induce nausea estrema, mentre per due settimane è costretto a guardare film particolarmente violenti, o apologetici della violenza, come una pellicola nazista che contiene fra l'altro la gloriosa Nona di Ludwig Van Beethoven adorata da Alex; invano Alex supplica i ricercatori di far cessare la musica.
Al termine del trattamento, Alex non può neppure rappresentarsi con la fantasia gli atti violenti senza essere colto da irrefrenabile devastante nausea (come effetto collaterale, la medesima reazione lo affligge anche se ascolta la Nona).

### Fuori dal carcere
La terza parte del romanzo si concentra principalmente sulla punizione che attende Alex una volta scarcerato. Egli incontra diverse delle sue "vecchie" vittime, che si prendono tutte la propria rivincita. Egli è ora indifeso, poiché il suo stesso corpo si ribella drammaticamente al solo pensiero della violenza. Si ritrova inoltre "sfrattato" dalla sua famiglia per opera di un pensionante, e vaga senza meta per la strada, meditando il suicidio. Cade a quel punto nelle mani di F. Alexander, il marito della donna che in precedenza aveva violentato. Alcuni amici dello scrittore intendono usare Alex come arma contro il partito politico, mostrando come esso abbia trattato tremendamente Alex. Mentre è chiuso a chiave in una stanza superiore, Alex ode una sinfonia ad opera di Otto Skandelig e, incapace di reggere la sofferenza indotta dal trattamento condizionante della cura Ludovico, tenta di togliersi la vita per defenestrazione. Il tentativo di suicidio fallisce e Alex è premurosamente curato dal governo, nell'intento di tacitare le polemiche accese nell'opinione pubblica contro le discutibili scelte di detto esecutivo.
Tornato momentaneamente alla vita precedente, con nuovi "amici" pronti a trascorrere notti di rapina e omicidio, Alex comprende di non provare più alcun piacere per l'"ultra-violenza" e desidera una compagna dalla quale poter avere un figlio.
Egli sa che la generazione successiva alla propria sarà probabilmente altrettanto distruttiva, ma non ci sarà nulla che egli potrà fare in proposito.

## Edizioni
- (EN) Anthony Burgess, A Clockwork Orange, 1ª ed., London, William Heinemann, 1962.
- Anthony Burgess, Un'arancia a orologeria, traduzione di Floriana Bossi, Collana Supercoralli, Torino, Einaudi, 1969. - Collana Nuovi coralli n.27, Einaudi, 1972, pp.222.
- Anthony Burgess, Arancia meccanica, traduzione di Floriana Bossi, Con un'intervista a Stanley Kubrick e una testimonianza dell'Autore, Collana Einaudi Tascabili. Letteratura n.351, Torino, Einaudi, 1996, ISBN 88-06-13640-2.
- Anthony Burgess, Arancia meccanica, traduzione di Floriana Bossi, Con una testimonianza dell'Autore e un'intervista di Michel Ciment a Stanley Kubrick, Collana Super ET, Torino, Einaudi, 2005-2021,  p. 240, ISBN 88-06-17356-1.
- Anthony Burgess, Arancia meccanica, traduzione di Marco Rossari, A cura di Andrew Biswell, Prefazione di Martin Amis, Appendice di testi inediti, Glossario, pagine annotate dall'Autore del manoscritto originale, Collana Super ET, Torino, Einaudi, 2022,  p. 280, ISBN 978-88-062-5076-8.

## Adattamenti cinematografici
Nel 1965 il regista e artista Andy Warhol realizzò il film sperimentale Vinyl basato sul romanzo di Burgess.
Alla fine degli anni Sessanta la Warner Bros. propose la regia di una nuova trasposizione del romanzo a Tinto Brass, ma il regista affermò di voler prima finire L'urlo, film a cui stava lavorando, perdendo così l'incarico. Il nuovo adattamento del romanzo, Arancia meccanica, uscì nel 1971 diretto da Stanley Kubrick, con Malcolm McDowell nel ruolo di Alex, e rimane a tutt'oggi la più celebre trasposizione del romanzo.